# ECL nyelvvizsga

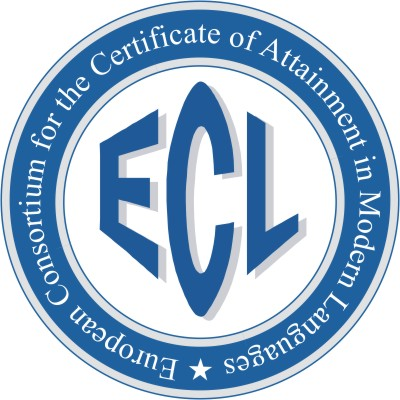
[http://www.ecl.hu European Consortium for the Certificate of Attainment in Modern Languages

Az ECL nemzetközi nyelvvizsgarendszer az EU tagállamok és a tagjelölt országok nyelvére kidolgozott standardizált, a Közös Európai Referenciakeret ajánlásaira épülő tesztrendszer, melyet az európai nyelveket képviselő intézmények szövetsége, az ECL Konzorcium (European Consortium for the Certificate of Attainment in Modern Languages) működtet. Az ECL nyelvvizsga elnevezése a konzorcium angol nevéből alkotott betűszó. Az 1983-92 között a London Egyetemen neves tesztszakértőkből álló nemzetközi team által kifejlesztett ECL nyelvvizsgarendszer központja 1999-től a Pécsi Tudományegyetem Idegen Nyelvi Titkárságán működik. A magyar mint idegen nyelvi ECL vizsga az ALTE teljes jogú tagja.

## Az ECL nyelvvizsga általános jellemzői
- Egynyelvű vizsga, azt méri, hogy a jelölt képes-e a különféle mindennapi élethelyzetekben, a hivatással/foglalkozással összefüggő, illetve személyes/magánéleti szituációkban szóban és írásban kommunikálni.
- Négy készséget mér: az olvasott és a hallott szöveg értését, a szóbeli és az írásbeli kommunikációt.
- Célja a nyelvtudás egységes, megbízható és érvényes mérése szigorú minőségbiztosítási követelményeknek eleget téve.
- A nyelvvizsga angol, bolgár, cseh, francia, héber, horvát, lengyel, magyar, német, olasz, orosz, román, spanyol, szerb és szlovák nyelvből tehető le.
- Az angol, német és a magyar vizsga Magyarországon államilag elismert (akkreditált). A többi nyelvből sikeres vizsga esetén nemzetközi nyelvvizsga bizonyítványt kapnak a vizsgázók, melyhez kiegészítő vizsga nélkül, adminisztratív honosítási eljárással honosítási határozatot állít ki az OH NYAK.

## Vizsgaszintek
Az ECL nyelvvizsga 4 szintű, a vizsgaszintek követelményei összhangban vannak a Közös Európai Referenciakeret szintleírásaival, illetve a kommunikáció központú nyelvtudásmérés elvárásaival.
- A2 – belépőfok
- B1 – küszöbszint
- B2 – középszint
- C1 – haladó szint

## Vizsgarészek
Az ECL vizsga nyelvtani teszt és fordítások nélküli vizsgázóbarát struktúrával rendelkezik. A vizsga felépítése mind a négy szinten egységes. A szóbeli vizsgarész a szóbeli kommunikációs és hallott szöveg értési készség méréséből áll. Az írásbeli vizsga az olvasott szövegértési és az írásbeli kommunikációs készséget méri. Mindegyik készség mérése 2-2 feladattal történik.

### Szóbeli vizsgarész
a/ szóbeli kommunikáció
- A vizsgázónak bizonyítania kell, hogy képes – a szintnek megfelelő területeken és témákban – szóbeli interakció fenntartására és folyamatos monológ szöveg létrehozására.
- A jelöltek kettesével (páratlan számú vizsgázó esetén hármasával) vizsgáznak. A vizsgabizottság két tagból áll, akik egymástól függetlenül értékelik a vizsgázók teljesítményét.
- A vizsgafeladatokat 3-5 perces „bemutatkozó beszélgetés” előzi meg, amelynek az a funkciója, hogy a vizsgázók feloldódjanak, ráhangolódjanak a vizsgahelyzetre. A szóbeli kommunikációnak ez a része nem kerül értékelésre.
- Az 1. értékelt vizsgafeladat irányított beszélgetés (5-8 perc) a két vizsgázó között egy adott téma alapján. A kérdező vizsgáztató a vizsgázókhoz intézett irányító jellegű kérdések segítségével elősegíti a két vizsgázó közötti beszélgetést.
- A 2. értékelt feladat önálló témakifejtés képmontázs alapján (5-8 perc). A vizsgázó önállóan fejti ki véleményét a képmontázs által megjelenített témáról. Szükség esetén a vizsgáztató az adott vizsgaszintnek megfelelő kérdésekkel segíti a vizsgázói témakifejtését.

A szóbeli kommunikáció értékelésének szempontjai és az elérhető pontszámok:
| a) Nyelvhelyesség (alak- és mondattan)                               | 0-5 pont |
| b) Szóbeliség (kiejtés és gördülékenység, a beszéd folyamatossága)   | 0-5 pont |
| c) Szókincs (terjedelme és használatának változatossága)             | 0-5 pont |
| d) Stílus (a beszédhelyzethez igazodó nyelvhasználat)                | 0-5 pont |
| e) Kommunikatív hatékonyság (a helyzetnek megfelelő feladatmegoldás) | 0-5 pont |

b/ hallott szöveg értése
A vizsgázónak bizonyítania kell, hogy képes megérteni a vizsgaszint követelményeinek megfelelő, hangfelvételről elhangzó szövegeket. A vizsgázó két szöveget hallgat meg, megértésüket egy-egy 10 itemből álló feladatsor méri különböző feladattípusokkal (párosítás, feleletválasztós, táblázatos/X-elős, rövid kérdésre adott rövid válasz, mondat befejezése).

### Írásbeli vizsgarész
a/ írásbeli kommunikáció
A vizsgázónak két (meghatározott szószámú) fogalmazást kell írnia megadott irányítási szempontok szerint. A feladat megoldásához egy- vagy kétnyelvű nyomtatott szótár használható.
Az írásbeli kommunikáció értékelésének szempontjai és az elérhető pontszámok:
| a) Nyelvhelyesség (alak- és mondattan)                                 | 0-5 pont |
| b) Írásbeliség (szövegtagolás és helyesírás)                           | 0-5 pont |
| c) Szókincs (terjedelme és mozgósítása, választékossága)               | 0-5 pont |
| d) Stílus (a fogalmazás műfajához és témájához igazodó nyelvhasználat) | 0-5 pont |
| e) Kommunikatív hatékonyság (a helyzetnek megfelelő feladatmegoldás)   | 0-5 pont |

b/ olvasott szöveg értése
A vizsgázónak két különféle típusú szövegértési feladat helyes megoldásával kell igazolnia, hogy képes szótár nélkül a vizsgaszintnek megfelelő nehézségű általános szöveg tartalmát megérteni. Lehetséges feladattípusok: (párosítás, lyukas szöveg kiegészítése adott készletből, mondatbefejezés, feleletválasztós, táblázatos/X-elős, rövid kérdésre adott rövid válasz).
|                                  | A2                   | B1                     | B2                     | C1                     |
| Olvasott szöveg értése           |                      |                        |                        |                        |
| Időtartam (perc)                 | 35                   | 35                     | 45                     | 45                     |
| Szövegek/feladatok száma         | 2                    | 2                      | 2                      | 2                      |
| Szavak száma                     | 400-600              | 500-700                | 800-1000               | 1000-1300              |
| Helyes válaszok száma            | 20                   | 20                     | 20                     | 20                     |
| Írásbeli kommunikáció            |                      |                        |                        |                        |
| Időtartam (perc)                 | 35                   | 40                     | 60                     | 75                     |
| Feladatok száma                  | 2                    | 2                      | 2                      | 2                      |
| Elvárt terjedelem (szavak száma) | Összesen 100 (50-50) | Összesen 200 (100-100) | Összesen 300 (150-150) | Összesen 400 (200-200) |
| Hallott szöveg értése            |                      |                        |                        |                        |
| Időtartam (perc)                 | 15-20                | 20-25                  | 25-30                  | 30-35                  |
| Szövegek/feladatok száma         | 2                    | 2                      | 2                      | 2                      |
| Szavak száma                     | 400-600              | 500-700                | 800-1000               | 1200-1500              |
| Helyes válaszok száma            | 20                   | 20                     | 20                     | 20                     |

### A vizsga értékelési rendszere
Az ECL vizsgán készségenként 25-25 pont szerezhető. A vizsga akkor sikeres, ha a jelölt mind a szóbeli, mind az írásbeli vizsgán készségenként legalább 40%-ot elér, összességében pedig mind a szóbeli, mind az írásbeli vizsgarészben is eléri a megszerezhető pontszám legalább 60%-át. Az írásbeli, valamint a szóbeli részvizsga eredménye az adott részvizsgát alkotó két készség százalékának átlaga.
| Mért készség           | Pontszám |
| ---------------------- | -------- |
| Beszédértés            | 25 pont  |
| Beszédkészség          | 25 pont  |
| Olvasott szöveg értése | 25 pont  |
| Írásbeli kommunikáció  | 25 pont  |

Az ECL nyelvvizsgán eredményes részvizsga esetén részbizonyítványt kap a vizsgázó.
| Szóbeli részvizsga    |               |
| --------------------- | ------------- |
| Beszédértés           | 25 pont       |
| Beszédkészség         | 25 pont       |
| Megfelelés            | 30 pont – 60% |
| Készségenként minimum | 10pont – 40%  |

| Írásbeli részvizsga    |               |
| ---------------------- | ------------- |
| Olvasott szöveg értése | 25 pont       |
| Írásbeli kommunikáció  | 25 pont       |
| Megfelelés             | 30 pont – 60% |
| Készségenként minimum  | 10pont – 40%  |

## Vizsgahelyek
Magyarországon az ECL vizsgarendszer több mint 60 vizsgahellyel rendelkezik. Magyarországon kívül további 18 európai országban, az Egyesült Államokban és Argentínában vannak ECL nyelvvizsgahelyek.

## Vizsgaidőszakok
Minden évben öt ECL vizsgaidőszak van. Angol és német nyelvből minden vizsgaidőszakban lehet vizsgát tenni, egyéb nyelvekből két vizsgaidőszak áll a vizsgázók rendelkezésére.
| Vizsgaidőszak | Nyelv | Szint          |
| ------------- | --- | -------------- |
| Február       | angol, német                                                                                                  | B1, B2, C1     |
| Április       | angol, német, francia, olasz, spanyol, román, szlovák, szerb, orosz, horvát, lengyel, héber nyelvből          | A2, B1, B2, C1 |
| Június        | angol, német, cseh (jelenleg szünetel a vizsgáztatás), magyar, bolgár,                                        | A2, B1, B2, C1 |
| Október       | angol, német                                                                                                  | B1, B2, C1     |
| December      | angol, német, magyar, bolgár, francia, héber, horvát, lengyel, olasz, orosz, román, spanyol, szerb és szlovák | A2, B1, B2, C1 |